# Ajmarské jazyky

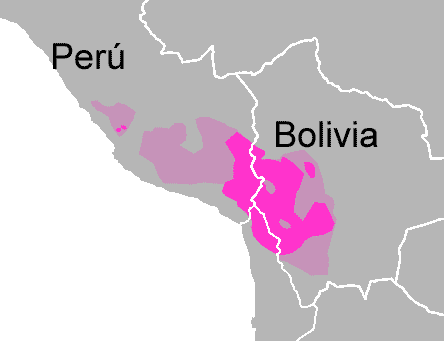
Výskyt ajmarských jazyků

Ajmarské jazyky jsou skupinou blízce příbuzných jazyků v Bolívii, Peru a Chile (ajmarština, jaqaru, kawki). Vyvinuly se z protoajmarštiny, jíž se mluvilo přibližně v letech 500–1000 n. l. podél pobřeží Peru, zejména v říši Wari. Později se ajmarské jazyky rozšířily do dalších částí dnešního Peru včetně oblasti Cuzca a na jih do oblasti kolem jezera Titicaca a do severní části Chile. Těsně před podrobením Inků Španěly nahradila ajmarštinu v incké říši kečuánština. Ajmarština a kečuánština si jsou typologicky i lexikálně velmi podobné, pravděpodobně kvůli dlouhotrvajícímu intenzivnímu jazykovému kontaktu (podobně jako korejština a japonština). Dodnes ztrácí ajmarština území ve prospěch kečuánštiny (zejména v jižní Bolívii). Dřívější velké rozšíření ajmarských jazyků dokládají hojná toponyma v celém jižním Peru a v severním Chile až po Iquique.
Periferní jaqaru je konzervativnější fonologicky i morfologicky, zachovalo formy a konstrukce v ajmarštině zaniklé nebo na ústupu. Zvláštností ajmarských jazyků je subtraktivní morfologie, jež se vyvinula důsledkem fonologického splynutí morfémů (např. -ta < -ta, -tha; -: < -ña, -ja). Existují tak vedle sebe formy chursma a churasma, munta a munata apod. Důsledkem gramatikalizace eliminace samohlásek je také zánik akuzativu. Ovlivnění španělštinou je (ve srovnání s kečuánštinou či guaraní) relativně malé, u kečuánštiny není situace zřejmá, neboť většinou není znám směr výpůjček. V severním Chile (v oblasti Tarapacá) je jazyk na ústupu, v Bolívii a Peru není přímo ohrožen (mluví jím cca 2 milióny lidí v horských oblastech obou zemí).